# Pseudogyrinocheilus
Pseudogyrinocheilus är ett släkte av fiskar. Pseudogyrinocheilus ingår i familjen karpfiskar.
Kladogram enligt Catalogue of Life:
| Pseudogyrinocheilus | \| \| Pseudogyrinocheilus longisulcus \| \| \| \| \| \| Pseudogyrinocheilus prochilus \| \| \| \| |
|                     | \| \| Pseudogyrinocheilus longisulcus \| \| \| \| \| \| Pseudogyrinocheilus prochilus \| \| \| \| |
|                     | Pseudogyrinocheilus longisulcus                                                                   |
|                     |                                                                                                   |
|                     | Pseudogyrinocheilus prochilus                                                                     |
|                     |                                                                                                   |